# Liste der Bodendenkmäler in Ampfing
Auf dieser Seite sind die Bodendenkmäler in der oberbayerischen Gemeinde Ampfing zusammengestellt. Diese Tabelle ist eine Teilliste der Liste der Bodendenkmäler in Bayern. Grundlage ist die Bayerische Denkmalliste, die auf Basis des Bayerischen Denkmalschutzgesetzes vom 1. Oktober 1973 erstmals erstellt wurde und seither durch das Bayerische Landesamt für Denkmalpflege geführt wird. Die folgenden Angaben ersetzen nicht die rechtsverbindliche Auskunft der Denkmalschutzbehörde.

## Bodendenkmäler der Gemeinde Ampfing

### Bodendenkmäler in der Gemarkung Ampfing
| Lage               | Objekt | Akten-Nr.     | Bild |
| ------------------ | --- | ------------- | ---- |
| Ampfing (Standort) | Körpergräber vor- und frühgeschichtlicher Zeitstellung. | D-1-7740-0006 |      |
| Ampfing (Standort) | Körpergräber des frühen Mittelalters. | D-1-7740-0067 |      |
| Ampfing (Standort) | Obertägige und untertägige Teile von zentraler Bunkeranlage, Rampe und Tunnel sowie zugehöriger Versorgungseinrichtungen des ehemaligen Rüstungswerks Mühldorfer Hart (1944–1945).      | D-1-7740-0072 |      |
| Ampfing (Standort) | Straße der römischen Kaiserzeit (Teilstück der Trasse Augsburg-Wels). | D-1-7740-0081 |      |
| Ampfing (Standort) | Obertägige und untertägige Teile eines Betongießwerks (Fa. Wayss & Freytag) für Bauteile des Rüstungswerks Mühldorfer Hart (1944–1945).                                                 | D-1-7740-0171 |      |
| Ampfing (Standort) | Untertägige mittelalterliche und frühneuzeitliche Befunde im Bereich der Katholischen Pfarrkirche St. Margaretha in Ampfing und ihrer Vorgängerbauten.                                  | D-1-7740-0176 |      |
| Ampfing (Standort) | Siedlung vor- und frühgeschichtlicher Zeitstellung. | D-1-7740-0193 |      |
| Ampfing (Standort) | Untertägige spätmittelalterliche und frühneuzeitliche Befunde im Bereich der Kath. Filialkirche St. Johann Baptist bei Wimpasing (sog. "Schweppermannkapelle") und ihres Vorgängerbaus. | D-1-7740-0275 |      |

### Bodendenkmäler in der Gemarkung Mühldorfer Hart
| Lage                       | Objekt | Akten-Nr.     | Bild |
| -------------------------- | --- | ------------- | ---- |
| Mühldorfer Hart (Standort) | Obertägige und untertägige Teile von Zwangsarbeiterlagern (Waldlager V und VI) sowie Lager der Wachmannschaften des ehemaligen Rüstungswerks Mühldorfer Hart (1944–1945). | D-1-7740-0262 |      |

### Bodendenkmäler in der Gemarkung Salmanskirchen
| Lage                      | Objekt | Akten-Nr.     | Bild |
| ------------------------- | --- | ------------- | ---- |
| Salmanskirchen (Standort) | Untertägige mittelalterliche und frühneuzeitliche Befunde im Bereich der Katholischen Filialkirche St. Johannes Evangelist und St. Johannes Baptist in Salmanskirchen und ihrer Vorgängerbauten. | D-1-7740-0183 |      |
| Salmanskirchen (Standort) | Burgstall des späten Mittelalters und der frühen Neuzeit (Schloss Salmanskirchen). | D-1-7740-0184 |      |
| Salmanskirchen (Standort) | Untertägige mittelalterliche und frühneuzeitliche Befunde im Bereich des sog. Oberen Schlosses (Benefiziatenhaus) in Salmannskirchen und seinem Vorgängerbau.                                    | D-1-7740-0270 |      |

### Bodendenkmäler in der Gemarkung Stefanskirchen
| Lage                      | Objekt | Akten-Nr.     | Bild |
| ------------------------- | --- | ------------- | ---- |
| Stefanskirchen (Standort) | Grabhügel mit Bestattungen der Hallstattzeit. | D-1-7740-0002 |      |
| Stefanskirchen (Standort) | Untertägige mittelalterliche und frühneuzeitliche Befunde im Bereich der Katholischen Pfarrkirche St. Stephan in Stefanskirchen und ihrer Vorgängerbauten. | D-1-7740-0186 |      |